# Ruperto Sagasti
Ruperto Sagasti San Vicente (Cabredo, 27 de noviembre de 1923 - Moscú, 25 de noviembre de 2008) fue un futbolista hispano-soviético en la posición de delantero.

## Biografía
Nacido en Navarra, sus padres se trasladaron a Bilbao poco después de su nacimiento. A la edad de 12 años, durante la guerra civil española, Sagasti fue sacado de España y enviado a la Unión Soviética junto con otros niños en el barco Habana destino Leningrado. Estos niños son conocidos como los niños de Rusia.
Se formó en el equipo infantil del Spartak de Odesa, huyendo a Bakú primero y Tiflis después de la invasión de la Alemania nazi de la Unión Soviética en la Segunda Guerra Mundial. Después del final de la guerra, jugó cinco temporadas en el Krylia Sovétov Moscú y el Spartak de Moscú. 
Desde la década de 1950, trabajó como docente como profesor asociado superior del departamento de fútbol del Instituto Estatal Central de Cultura Física y Deporte (1958-1976, 1979-2008). Sagasti estuvo en la órbita del Athletic de Bilbao en 1975, siendo su fichaje frustrado por el gobierno franquista. En 1988, Sagasti viajó a Sevilla para ser intérprete del guardameta Rinat Dasáyev (primer futbolista soviético de la Liga), volviendo a Moscú en diciembre de ese mismo año. En esos años, también colaboró con el agente Iñaki Urkijo para llevar a varios jugadores de la antigua Unión Soviética a España a jugar, como fueron Andréi Moj, Dmitri Galiamin, Dmitri Kuznetsov e Ígor Kornéyev (Espanyol); Valeri Karpin (Real Sociedad) o Aleksandr Mostovói (Celta de Vigo).
Murió en Moscú a la edad de 85 años, siendo enterrado en el cementerio Preobrazhenskoye de la ciudad.

## Clubes

### Jugador
| Club                 | País            | Periodo   | Liga PJ (G) |
| -------------------- | --------------- | --------- | ----------- |
| Krylia Sovétov Moscú | Unión Soviética | 1944-1948 | 48 (11)     |
| Spartak de Moscú     | Unión Soviética | 1949-1950 | 10 (3)      |
| FC Daugava Rīga      | Unión Soviética | 1952      | 1 (0)       |

### Entrenador
| Club     | País    | Periodo   | Liga PJ (G) |
| -------- | ------- | --------- | ----------- |
| CA Batna | Argelia | 1977-1978 |             |